# Jean-Lionel Rey
Pour les articles homonymes, voir Rey.
Jean-Lionel Rey, né le 3 octobre 1970 à Clermont-Ferrand, est un ancien nageur français spécialisé dans la nage en brasse. Il est aujourd’hui entraîneur national.

## Palmarès

### Championnats du monde
Lors des championnats du monde en petit bassin qui se sont tenus à Rio de Janeiro du 30 novembre au 3 décembre 1995, Jean-Lionel Rey obtient la médaille de bronze du 200 m brasse. Il faudra ensuite attendre 2010 pour qu'un nouveau nageur français obtienne une médaille en championnat du monde en petit bassin.
| Médaille | Compétition | Épreuve      | Temps         | Lieu                   | Date            |
| Bronze   | 1995        | 200 m brasse | 2 min 11 s 92 | Rio de Janeiro, Brésil | 2 décembre 1995 |

## Meilleurs temps personnels
Les meilleurs temps personnels établis par Jean-Lionel Rey dans les différentes disciplines sont détaillés ci-après.
| Épreuve       | Temps         | Compétition                    | Lieu                | Date           |
| 200 m brasse  | 2 min 17 s 05 | XVII Universiade               | Buffalo, États-Unis | 8 juillet 1993 |
| 200 m 4 nages | 2 min 6 s 58  | Championnats de France d'hiver | Mennecy             | 23 mars 1995   |
| 400 m 4 nages | 4 min 29 s 08 | Championnat de France d'hiver  | Lille               | 17 mars 1994   |

| Épreuve       | Temps         | Compétition            | Lieu             | Date             |
| 200 m brasse  | 2 min 11 s 77 | Championnats de France | Chalon-sur-Saône | 17 décembre 1995 |
| 400 m 4 nages | 4 min 25 s 07 | Coupe du monde 1994    | Paris            | 26 mars 1994     |